# Rudna (Basse-Silésie)
Pour les articles homonymes, voir Rudna.
Rudna (en allemand : Raudten) est une localité polonaise du powiat de Lubin, dans la voïvodie de Basse-Silésie. C'est le siège administratif de la gmina de Rudna

## Géographie
Le lieu se situe dans la région de Basse-Silésie, à 14 kilomètres au nord-est de Lubin et à 69 kilomètres au nord-ouest de Wrocław.

## Histoire
La localité fut mentionnée pour la première fois vers 1209 et a reçu les droits de ville avant 1339.
De 1742 à 1945, Raudten fait partie de l'arrondissement de Steinau puis à partir de 1932, de l'arrondissement de Lüben dans le district de Liegnitz au sein de la province de Silésie. Après la fin de la Seconde Guerre mondiale, en 1945, l'ancienne ville est rattachée à la république de Pologne et la population germanophone restante était expulsée.

## Personnalités
- Johann Heermann (1585-1647), poète, écrivain et pasteur.